# Gordon Cooper

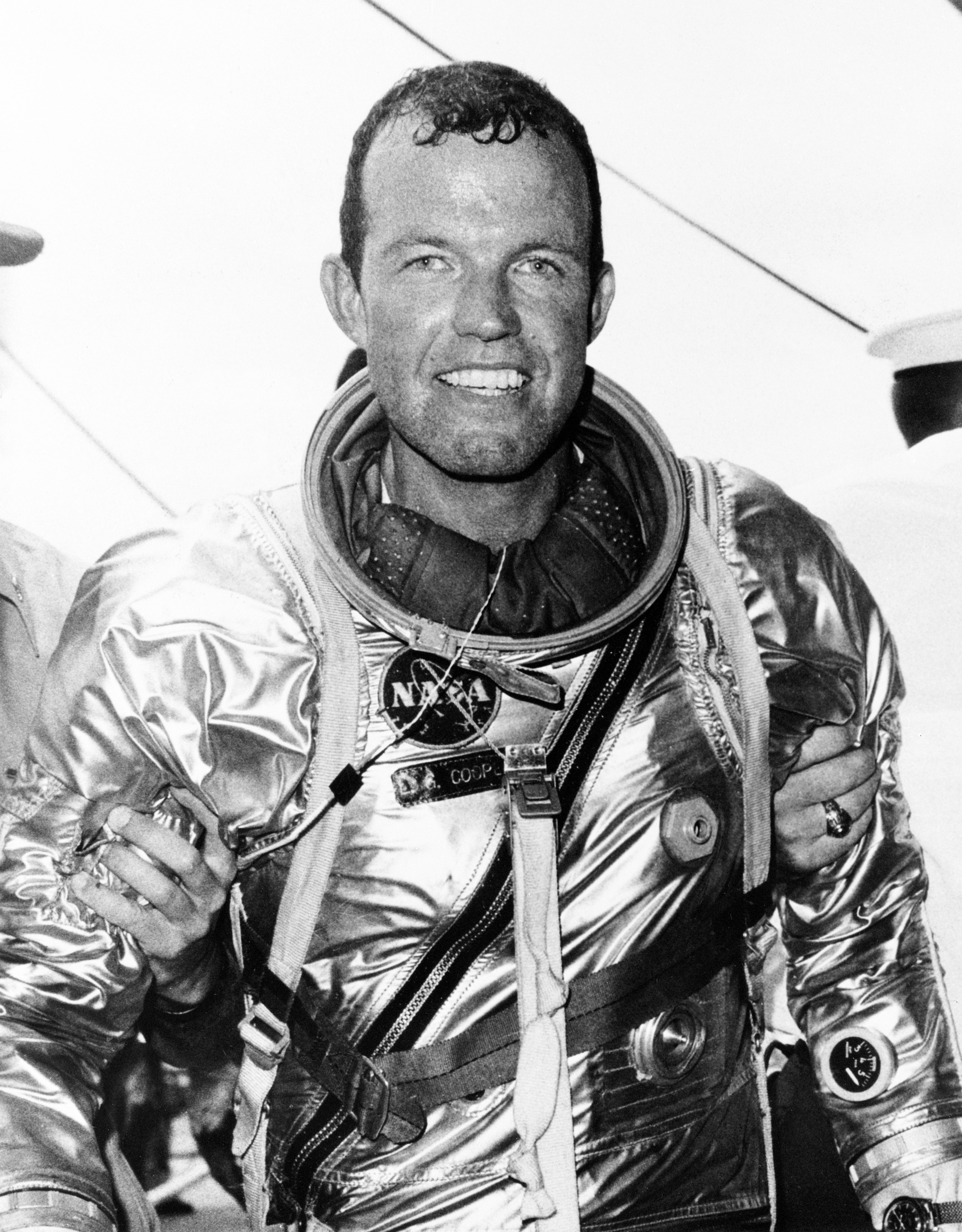
Cooper a Mercury–Atlas–9 repülés után, amint éppen kimászott az űrkabinból

Gordon Cooper (Shawnee, Oklahoma, 1927. március 6. – Ventura Kalifornia, 2004. október 4.) amerikai űrhajós. Teljes neve Leroy Gordon Cooper.
Haditengerészetnél szolgált. Leszerelését követően 194. - 1949. között  a Hawaii Egyetemen végzett. 1949-től a légierő tisztje. 1956-ban repülőmérnöki képesítést szerzett. 1957-től az Edwards légitámaszpont berepülő pilótája volt. Hivatásos katonaként 1959-ben az első hét amerikai asztronauta egyikeként kezdte meg az űrhajóskiképzést a Mercury-program keretein belül. Kétszer repült a világűrben. 1962. október 3-án tartalékként jelen volt Walter Schirra felbocsátásánál. Első alkalommal a Faith 7 űrhajóval 1963. május 15-én indulva 22 keringést végzett a Föld körül. A következő repülésére 1965. augusztus 21. – 1965. augusztus 29-én került sor a Gemini–5 küldetésén. Charles Conraddal egy hétnél tovább voltak az űrben. Vizsgálták az emberi szervezet viselkedését űrbéli körülmények között. Cooper a Gemini–12 és Apollo–10 küldetések tartalék személyzetének is tagja volt. 1970-ben kivált a légierő és NASA kötelékéből.

## Amerikai asztronautaként első
- aki 6 órát aludt a világűrben,
- aki meteorológiai tájékoztatást adott az Indiai-óceán és Ausztrália térségéről,
- aki kézi irányítással tért vissza a Földre,

## Űrrepülések
(zárójelben a repülés dátuma)
- Mercury Atlas–9 / Faith 7 (1963. május 15. – 1963. május 16.)
- Gemini–5 (1965. augusztus 21. – 1965. augusztus 29.)